# كونكر (سلسلة ألعاب فيديو)
كونكر (بالإنجليزية: Conker)‏ عبارة عن سلسلة ألعاب منصات التي أنشأتها راير. تروي أحداث السنجاب كونكر، وهو سنجاب أحمر ظهر لأول مرة كشخصية قابلة للعب في ديدي كونغ رايسينغ.
على الرغم من أن لعبة غيم بوي كولر كانت تستهدف جمهورًا عائليًا، إلا أن لعبة كونكرز باد فور داي أظهرت عنف رسومي، وألفاظ نابية، ومواد أخرى للبالغين، والتي أكسبت اللعبة تصنيفًا ناضجًا من قبل مجلس تقدير البرمجيات الترفيهية، مع تقديم استشاري في صندوق اللعبة إن تي إس سي أن "هذه اللعبة" ليس لأي شخص أقل من 17".
صدرت نسخة محسّنة من الرسوم البيانية ولكن خاضعة للرقابة من باد فور داي، إلى جانب أوضاع متعددة اللاعبين جديدة باسم كونكر: لايف أند ريلودد في 21 يونيو 2005 في أمريكا الشمالية لجهاز إكس بوكس الأصلي. صدرت باد فور داي غير الخاضعة للرقابة في راير ريبلاي بينما أصبحت لايف أند ريلودد متوافقًة مع الإصدارات المسبقك مع إكس بوكس ون.

## الألعاب

### ألعاب كونكر
- كونكرز بوكيت تيلز (1999) - غيم بوي كولر
- كونكرز باد فور داي (2001) - نينتندو 64
- كونكر: لايف أند ريلودد (2005) - إكس بوكس

### ألعاب متعلقة
- ديدي كونغ رايسينغ (1997) - نينتندو 64
- راير ريبلاي (2015) - إكس بوكس ون

## التطوير
قُدِّمَ كونكر في معرض الترفيه الإلكتروني في عام 1997. قُدِّمَت لعبة بعنوان كونكرز كويست بواسطة راير على أنها لعبة منصات ثلاثية الأبعاد تستهدف جمهورًا شابًا لجهاز نينتندو 64. في وقت لاحق من نفس العام، أُكِّدَ إدراج كونكر في ديدي كونغ رايسينغ. في ربيع عام 1998، أعيد تسمية كونكرز كويست باسم 12 قصة: كونكر 64. في عام 1999، ظهر كونكر لأول مرة منفردا في كونكرز بوكيت تيلز.
قبل الانتهاء من التطوير، نظر فريق كونكر في معرض الترفيه الإلكتروني لعام 1998 حيث كانت هناك العديد من الألعاب التي كانت متشابهة تمامًا أو متشابهة. لقد أدركوا أنه لا يوجد شيء مميز أو فريد في كونكر بخلاف كونه مجرد لعبة منثات لطيفة أخرى مثل الآخرين. بعد معرض الترفيه الإلكتروني، انضم كريس سيفور كمصمم. في المرحلة الأولى، خلية النحل، أضاف بنادق آلية لإطلاق الدبابير التي وجدتها راير مضحكة واستمرت في اتباع هذه الفكرة لتكون بذيئة ومختلفة. بعد عامين آخرين من التطوير، ظهرت اللعبة على أنها كونكرز باد فور داي، والتي استهدفت البالغين بدلاً من الأطفال بمحتواها الناضج. وفقًا لمؤسس راير، كريس ستامبر، «عندما يكبر الناس في الألعاب، لا يتوقفون عن اللعب. لا توجد ألعاب للأشخاص الذين نشأوا على الأنظمة المبكرة»، موضحًا التغيير. عانت اللعبة من المبيعات الضعيفة نسبيًا، لكنها تلقت إعجابًا كبيرًا بعلامتها التجارية الفريدة من الفكاهة.
بعد إصدار كونكر باد فور داي، بدأت راير في تطوير لعبة كونكر جديدة يشار إليها باسم كونكر أناذر باد داي. قال المصمم كريس سيفور إنه كان من المقرر أن يكون تكملة مباشرة للتعامل مع «فترة كونكر الفاشلة إلى حد ما كملك. ينفق كل أموال الخزينة على البيرة والحفلات والمومسات. وبعد إلقاءه في السجن، يواجه كونكر احتمال الإعدام واللعبة يبدأ بهروبه، الكرة والسلسلة المرفقة، من أعلى برج في القلعة». لم يؤكد مشغل كونكر أناذر باد داي، على الرغم من أنه كان مخصصًا على الأرجح لنينتندو غيم كيوب كما هو الحال مع دونكي كونغ رايسينغ. في عام 2002، اشترت مايكروسوفت راير من نينتندو، لذا بدلاً من إنهاء اللعبة وإصدارها، قامت راير بإعادة إصدار كونكرز باد فور داي لإكس بوكس في 2005، وأعادت تسميتها كونكر: لايف أند ريلودد. تتميز برسومات محسنة وتعديلات طفيفة على طريقة اللعب، على الرغم من أن هذا الإصدار من اللعبة حُظِرَ أيضًا. ضُمِّنَ أيضً وضع جديد متعدد اللاعبين كان متاحًا للاستخدام عبر إكس بوكس لايف. بعد لايف أند ريلودد، بدأت راير في تطوير كونكر: جيتتين ميديفال، وهي لعبة تصويب منظور الشخص الثالث متعددة اللاعبين عبر الإنترنت، ولكن ألغيت في النهاية.
في معرض الترفيه الإلكتروني 2014، أعلن عن كونكر كشخصية في بروجيكت سبارك. في عام 2015، أعلن عن عودة كونكر في حملة عرضية جديدة لمشروع بروجيكت سبارك. الحملة بعنوان Big Reunion لكونكر، تدور أحداثها بعد عشر سنوات من أحداث باد فور داي، وكرر سيفور دوره الصوتي. صدرت الحلقة الأولى في 23 أبريل 2015 لبرنامج بروجيكت سبارك؛ ومع ذلك، قبل إجراء المزيد من الحلقات الإضافية، أغلق خدمات بروجيكت سبارك عبر الإنترنت وتخلي عن اللعبة. في عام 2015، ضُمِّنَت كونكر باد فور داي في مجموعة ألعاب الفيديو راير ريبلاي لإكس بوكس ون.
على الرغم من تلقي العديد من طلبات المعجبين به، صرح المخرج كريس سيفور في عام 2015 أنه من غير المرجح أن تحدث تكملة لباد فور داي إذا كان هو والفريق القديم هم الوحيدون الذين قاموا بذلك؛ والسبب هو إحراجه من قيمة صدمة اللعبة.
في عام 2016، أعلنت مايكروسوفت أن يونغ كونكر هي اللعبة التالية في السلسلة، والتي كانت مخططة أن تصدر لمايكروسوفت هولولنز. صدر المقطع الدعائي في فبراير. انتقد المقطع الدعائي عالميًا تقريبًا من قبل الجمهور، حيث اشتكى الكثير من أنه يفتقر إلى الفكاهة والأسلوب العام لأسلافه. تلقى المقطع الدعائي أكثر من 30 ألف إبداء عدم إعجاب مقابل ما يزيد قليلاً عن ألف إعجاب. أنشئا عريضة لإلغاء إصدار اللعبة لكنها فشلت. اختار بعض منتقدي ألعاب الفيديو والمعلقين العامين على يوتيوب مقاطعة اللعبة. في النهاية، تبين أن يونغ كونكر مجرد عرض توضيحي تقني لمايكروسوفت هولولنز وليست لعبة.